# China Open (tenis)
China Open je profesionální tenisový turnaj mužů a žen hraný v čínském hlavním městě Pekingu. 
Turnaj se koná v Národním tenisovém centru, dějišti pekingské olympiády 2008, na dvorcích s povrchem DecoTurf.
Mužská polovina byla založena v roce 1993. Na okruhu ATP Tour se zařadila do kategorie ATP World Series, v roce 2000 přejmenované na ATP International Series. V sezóně 2009 byla povýšena do nově vytvořené kategorie ATP Tour 500. V letech 1998–2003 muži nehráli. Ženská část prožila premiéru v roce 2004, kdy se na okruhu WTA Tour stala součástí kategorie Tier II. V letech probíhala v úrovni Premier Mandatory a od roku 2021 navázala v kategorii WTA 1000.

## Historie
V období 1993–1997 China Open nejdříve hostil koberec Pekingského mezinárodního tenisového centra. Po obnovení turnaje v roce 2004 se turnaj přestěhoval na tvrdý povrch Tenisového centra Kuang-cchaj. V tomto dějišti Letní univerziády 2001 setrval do sezóny 2008, kdy byl sjednocen termín mužské a ženské části do jednoho data. V roce 2009 se dějištěm stalo moderní Národní tenisové centrum, postavené pro Letní olympijské hry 2008, a obsahující povrch DecoTurf. Jeho celková denní kapacita činí přes 32 tisíc návštěvníků. Do ochozů centrkurtu, Diamantového dvorce opatřeného zatahovací střechou, může zavítat 15 tisíc diváků, Lotosový dvorce pojme 10 tisíc osob, Měsíční dvorec 4 tisíce a kurt Brada Drewetta 2 tisíce návštěvníků.

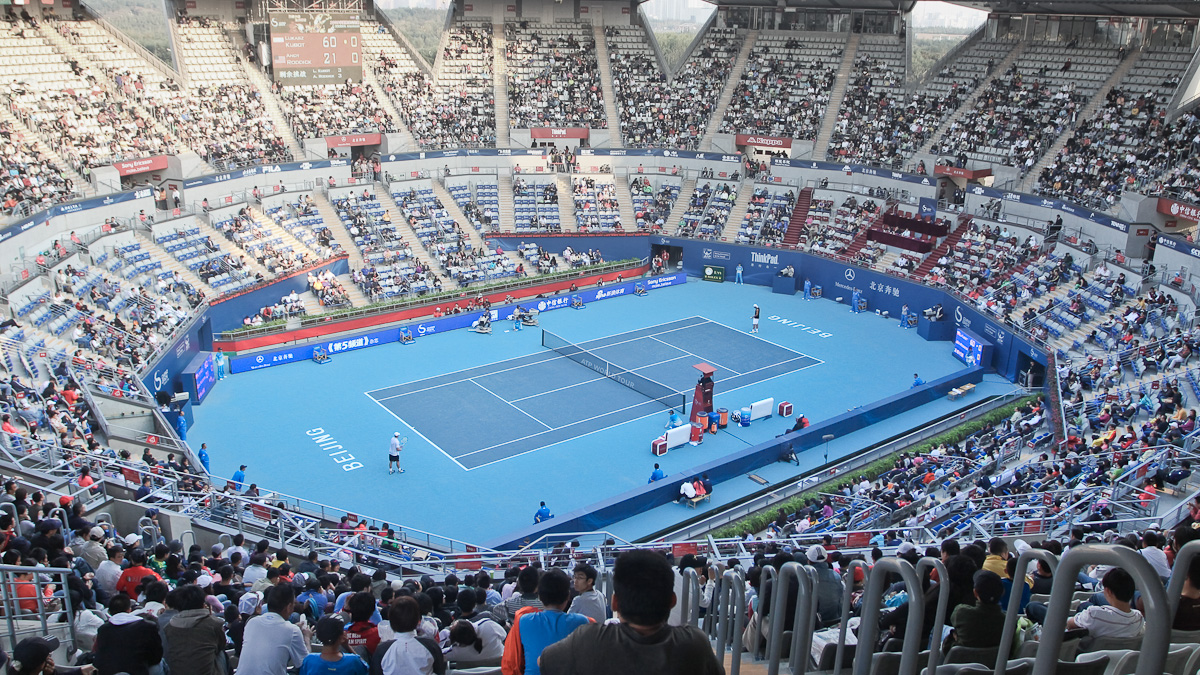
Lotosový dvorec, druhý největší kurt

V září 2006 se China Open stal prvním profesionálním turnajem mimo Spojené státy, který využil jestřábí oko pro elektronickou kontrolu dopadu míčů. V říjnu téhož roku na něj navázal moskevský Kremlin Cup. Tradičně se odehrává během rozděleného týdne státních svatků, zavedeného v roce 2000 jako tzv. Zlatý týden, v jeho části kolem 1. října, kdy je slaven Národní den v připomínce vzniku Čínské lidové republiky roku 1949.
Pro proticovidová omezení byl China Open zrušen se všemi čínskými turnaji na okruhu mužů v letech 2020–2022 a žen v období 2020–2021. Ženská tenisová asociace navíc od prosince 2021 do dubna 2023 bojkotovala čínské turnaje v důsledku kauzy zmizení čínské tenistky Pcheng Šuaj. V roce 2024 byla ženská část rozšířena. Startovní pole bylo navýšeno, když do dvouhry zasáhlo poprvé devadesát šest singlistek namísto šedesáti čtyř a do čtyřhry třicet dva párů. V kategorii WTA 1000 se China Open stal pátým turnajem rozloženým do dvou týdnů, s 12denním harmonogramem.
Nejvyšší počet šesti singlových titulů vybojoval Srb Novak Djoković. Mezi ženami se dvojnásobnými šampionkami staly Světlana Kuzněcovová, Serena Williamsová, Agnieszka Radwańská a Caroline Wozniacká. Ve druhém kole ročníku 2009 vyřadila 20letá Číňanka Čang Šuaj světovou jedničku Dinaru Safinovou a na turnaji vyhrála své první zápasy na okruhu WTA. Jako 226. hráčka klasifikace vytvořila rekord nejníže postavené tenistky, která na okruhu porazila první ženu žebříčku WTA. V roce 2024 pak výhrou v úvodním kole Čang Šuaj ukončila šňůru 24 porážek, znamenající druhou nejdelší sérii proher na profesionálních okruzích otevřené éry bez ohledu na pohlaví. Zaostala tak pouze za 29 porážkami Švédky Madeleine Pegelové z let 1968–1972.

## Vývoj názvu turnaje
- 1993–1994: Salem Open
- 1995: Nokia Open
- 1996: Salem Open
- 1997: Nokia Open
- od 2004:  China Open[2]

## Přehled finále

### Mužská dvouhra
| Rok  | vítěz                             | finalista                         | výsledek                          |
| ---- | --------------------------------- | --------------------------------- | --------------------------------- |
| 1993 | Michael Chang                     | Greg Rusedski                     | 7–6(7–5), 6–7(6–8), 6–4           |
| 1994 | Michael Chang (2)                 | Anders Järryd                     | 7–5, 7–5                          |
| 1995 | Michael Chang (3)                 | Renzo Furlan                      | 7–5, 6–3                          |
| 1996 | Greg Rusedski                     | Martin Damm                       | 7–6(7–5), 6–4                     |
| 1997 | Jim Courier                       | Magnus Gustafsson                 | 7–6(12–10), 3–6, 6–3              |
| 1998 | turnaj se nekonal                 | turnaj se nekonal                 | turnaj se nekonal                 |
| 2003 | turnaj se nekonal                 | turnaj se nekonal                 | turnaj se nekonal                 |
| 2004 | Marat Safin                       | Michail Južnyj                    | 7–6(7–4), 7–5                     |
| 2005 | Rafael Nadal                      | Guillermo Coria                   | 5–7, 6–1, 6–2                     |
| 2006 | Marcos Baghdatis                  | Mario Ančić                       | 6–4, 6–0                          |
| 2007 | Fernando González                 | Tommy Robredo                     | 6–1, 3–6, 6–1                     |
| 2008 | Andy Roddick                      | Dudi Sela                         | 6–4, 6–7(6–8), 6–3                |
| 2009 | Novak Djoković                    | Marin Čilić                       | 6–2, 7–6(7–4)                     |
| 2010 | Novak Djoković (2)                | David Ferrer                      | 6–2, 6–4                          |
| 2011 | Tomáš Berdych                     | Marin Čilić                       | 3–6, 6–4, 6–1                     |
| 2012 | Novak Djoković (3)                | Jo-Wilfried Tsonga                | 7–6(7–4), 6–2                     |
| 2013 | Novak Djoković (4)                | Rafael Nadal                      | 6–3, 6–4                          |
| 2014 | Novak Djoković (5)                | Tomáš Berdych                     | 6–0, 6–2                          |
| 2015 | Novak Djoković (6)                | Rafael Nadal                      | 6–2, 6–2                          |
| 2016 | Andy Murray                       | Grigor Dimitrov                   | 6–4, 7–6(7–2)                     |
| 2017 | Rafael Nadal (2)                  | Nick Kyrgios                      | 6–2, 6–1                          |
| 2018 | Nikoloz Basilašvili               | Juan Martín del Potro             | 6–4, 6–4                          |
| 2019 | Dominic Thiem                     | Stefanos Tsitsipas                | 3–6, 6–4, 6–1                     |
| 2020 | zrušeno kvůli pandemii koronaviru | zrušeno kvůli pandemii koronaviru | zrušeno kvůli pandemii koronaviru |
| 2022 | zrušeno kvůli pandemii koronaviru | zrušeno kvůli pandemii koronaviru | zrušeno kvůli pandemii koronaviru |
| 2023 | Jannik Sinner                     | Daniil Medveděv                   | 7–6(7–2), 7–6(7–2)                |
| 2024 | Carlos Alcaraz                    | Jannik Sinner                     | 6–7(8–6), 6–4, 7–6(7–3)           |

### Ženská dvouhra
| Rok  | vítězka                                                | finalistka                                             | výsledek                                               |
| ---- | ------------------------------------------------------ | ------------------------------------------------------ | ------------------------------------------------------ |
| 2004 | Serena Williamsová                                     | Světlana Kuzněcovová                                   | 4–6, 7–5, 6–4                                          |
| 2005 | Maria Kirilenková                                      | Anna-Lena Grönefeldová                                 | 6–3, 6–4                                               |
| 2006 | Světlana Kuzněcovová                                   | Amélie Mauresmová                                      | 6–4, 6–0                                               |
| 2007 | Ágnes Szávayová                                        | Jelena Jankovićová                                     | 6–7(7–9), 7–5, 6–2                                     |
| 2008 | Jelena Jankovićová                                     | Světlana Kuzněcovová                                   | 6–3, 6–2                                               |
| 2009 | Světlana Kuzněcovová (2)                               | Agnieszka Radwańská                                    | 6–2, 6–4                                               |
| 2010 | Caroline Wozniacká                                     | Věra Zvonarevová                                       | 6–3, 3–6, 6–3                                          |
| 2011 | Agnieszka Radwańská                                    | Andrea Petkovicová                                     | 7–5, 0–6, 6–4                                          |
| 2012 | Viktoria Azarenková                                    | Maria Šarapovová                                       | 6–3, 6–1                                               |
| 2013 | Serena Williamsová (2)                                 | Jelena Jankovićová                                     | 6–2, 6–2                                               |
| 2014 | Maria Šarapovová                                       | Petra Kvitová                                          | 6–4, 2–6, 6–3                                          |
| 2015 | Garbiñe Muguruzaová                                    | Timea Bacsinszká                                       | 7–5, 6–4                                               |
| 2016 | Agnieszka Radwańská (2)                                | Johanna Kontaová                                       | 6–4, 6–2                                               |
| 2017 | Caroline Garciaová                                     | Simona Halepová                                        | 6–4, 7–6(7–3)                                          |
| 2018 | Caroline Wozniacká (2)                                 | Anastasija Sevastovová                                 | 6–3, 6–3                                               |
| 2019 | Naomi Ósakaová                                         | Ashleigh Bartyová                                      | 3–6, 6–3, 6–2                                          |
| 2020 | zrušeno kvůli pandemii covidu-19 a zmizení Pcheng Šuaj | zrušeno kvůli pandemii covidu-19 a zmizení Pcheng Šuaj | zrušeno kvůli pandemii covidu-19 a zmizení Pcheng Šuaj |
| 2022 | zrušeno kvůli pandemii covidu-19 a zmizení Pcheng Šuaj | zrušeno kvůli pandemii covidu-19 a zmizení Pcheng Šuaj | zrušeno kvůli pandemii covidu-19 a zmizení Pcheng Šuaj |
| 2023 | Iga Świąteková                                         | Ljudmila Samsonovová                                   | 6–2, 6–2                                               |
| 2024 | Coco Gauffová                                          | Karolína Muchová                                       | 6–1, 6–3                                               |

### Mužská čtyřhra
| Rok  | vítězové                         | finalisté                            | výsledek                         |
| ---- | -------------------------------- | ------------------------------------ | -------------------------------- |
| 1993 | Paul Annacone Doug Flach         | Jacco Eltingh Paul Haarhuis          | 7–6, 6–3                         |
| 1994 | Tommy Ho Kent Kinnear            | David Adams Andrej Olchovskij        | 7–6, 6–3                         |
| 1995 | Tommy Ho Sébastien Lareau        | Dick Norman Fernon Wibier            | 7–6, 7–6                         |
| 1996 | Martin Damm Andrej Olchovskij    | Patrik Kühnen Gary Muller            | 6–4, 7–5                         |
| 1997 | Maheš Bhúpatí Leander Paes       | Jim Courier Alex O'Brien             | 7–5, 7–6                         |
| 1998 | turnaj se nekonal                | turnaj se nekonal                    | turnaj se nekonal                |
| 2003 | turnaj se nekonal                | turnaj se nekonal                    | turnaj se nekonal                |
| 2004 | Justin Gimelstob Graydon Oliver  | Alex Bogomolov Taylor Dent           | 4–6, 6–4, 7–6(8–6)               |
| 2005 | Justin Gimelstob Nathan Healey   | Dmitrij Tursunov Michail Južnyj      | 4–6, 6–3, 6–2                    |
| 2006 | Mario Ančić Maheš Bhúpatí        | Kenneth Carlsen Michael Berrer       | 6–4, 6–3                         |
| 2007 | Rik de Voest Ashley Fisher       | Chris Haggard Lu Jan-sun             | 6–7(3–7), 6–0, [10–6]            |
| 2008 | Stephen Huss Ross Hutchins       | Ashley Fisher Bobby Reynolds         | 7–5, 6–4                         |
| 2009 | Bob Bryan Mike Bryan             | Mark Knowles Andy Roddick            | 6–4, 6–2                         |
| 2010 | Bob Bryan Mike Bryan             | Mariusz Fyrstenberg Marcin Matkowski | 6–1, 7–6(7–5)                    |
| 2011 | Michaël Llodra Nenad Zimonjić    | Robert Lindstedt Horia Tecău         | 7–6(7–2), 7–6(7–4)               |
| 2012 | Bob Bryan Mike Bryan             | Carlos Berlocq Denis Istomin         | 6–3, 6–2                         |
| 2013 | Max Mirnyj Horia Tecău           | Fabio Fognini Andreas Seppi          | 6–4, 6–2                         |
| 2014 | Jean-Julien Rojer Horia Tecău    | Julien Benneteau Vasek Pospisil      | 6–7, 7–5, [10–5]                 |
| 2015 | Vasek Pospisil Jack Sock         | Daniel Nestor Édouard Roger-Vasselin | 3–6, 6–3, [10–6]                 |
| 2016 | Pablo Carreño Busta Rafael Nadal | Jack Sock Bernard Tomic              | 6−7(6−8), 6−2, [10−8]            |
| 2017 | Henri Kontinen John Peers        | John Isner Jack Sock                 | 6–3, 3–6, [10–7]                 |
| 2018 | Łukasz Kubot Marcelo Melo        | Oliver Marach Mate Pavić             | 6–1, 6–4                         |
| 2019 | Ivan Dodig Filip Polášek         | Łukasz Kubot Marcelo Melo            | 6–3, 7–6(7−4)                    |
| 2020 | zrušeno kvůli pandemii covidu-19 | zrušeno kvůli pandemii covidu-19     | zrušeno kvůli pandemii covidu-19 |
| 2022 | zrušeno kvůli pandemii covidu-19 | zrušeno kvůli pandemii covidu-19     | zrušeno kvůli pandemii covidu-19 |
| 2023 | Ivan Dodig Austin Krajicek       | Wesley Koolhof Neal Skupski          | 6–7(12–14), 6–3, [10–5]          |
| 2024 | Simone Bolelli Andrea Vavassori  | Harri Heliövaara Henry Patten        | 4–6, 6–3, [10–5]                 |

### Ženská čtyřhra
| Rok  | vítězky                                                | finalistky                                             | výsledek                                               |
| ---- | ------------------------------------------------------ | ------------------------------------------------------ | ------------------------------------------------------ |
| 2004 | Emmanuelle Gagliardiová Dinara Safinová                | Gisela Dulková Maria Ventová                           | 6–4, 6–4                                               |
| 2005 | Nuria Llagostera Llagosterová Maria Ventová            | Jen C’ Čeng Ťie                                        | 6–2, 6–4                                               |
| 2006 | Virginia Ruanová Paola Suárezová                       | Anna Čakvetadzeová Jelena Vesninová                    | 6–2, 6–4                                               |
| 2007 | Čuang Ťia-žung Sie Šu-wej                              | Chan Sin-jün Sü I-fan                                  | 7–6(7–2), 6–3                                          |
| 2008 | Anabel Medina Garriguesová Caroline Wozniacká          | Chan Sin-jün Sü I-fan                                  | 6–1, 6–3                                               |
| 2009 | Sie Šu-wej (2) Pcheng Šuaj                             | Alla Kudrjavcevová Jekatěrina Makarovová               | 6–3, 6–1                                               |
| 2010 | Olga Govorcovová Čuang Ťia-žung (2)                    | Gisela Dulková Flavia Pennettaová                      | 6–7(2–7), 6–1, [10–7]                                  |
| 2011 | Květa Peschkeová Katarina Srebotniková                 | Gisela Dulková Flavia Pennettaová                      | 6–3, 6–4                                               |
| 2012 | Jekatěrina Makarovová Jelena Vesninová                 | Nuria Llagostera Vivesová Sania Mirzaová               | 7–5, 7–5                                               |
| 2013 | Cara Blacková Sania Mirzaová                           | Věra Duševinová Arantxa Parra Santonjaová              | 6–2, 6–2                                               |
| 2014 | Andrea Hlaváčková Pcheng Šuaj (2)                      | Cara Blacková Sania Mirzaová                           | 6–4, 6–4                                               |
| 2015 | Martina Hingisová Sania Mirzaová (2)                   | Čan Chao-čching Čan Jung-žan                           | 6–7(9–11), 6–1, [10–8]                                 |
| 2016 | Bethanie Mattek-Sandsová Lucie Šafářová                | Caroline Garciaová Kristina Mladenovicová              | 6−4, 6−4                                               |
| 2017 | Čan Jung-žan Martina Hingisová (2)                     | Tímea Babosová Andrea Hlaváčková                       | 6–1, 6–4                                               |
| 2018 | Andrea Sestini Hlaváčková (2) Barbora Strýcová         | Gabriela Dabrowská Sü I-fan                            | 4–6, 6–4, [10–8]                                       |
| 2019 | Sofia Keninová Bethanie Mattek-Sandsová (2)            | Jeļena Ostapenková Dajana Jastremská                   | 6–3, 6–7(5–7), [10–7]                                  |
| 2020 | zrušeno kvůli pandemii covidu-19 a zmizení Pcheng Šuaj | zrušeno kvůli pandemii covidu-19 a zmizení Pcheng Šuaj | zrušeno kvůli pandemii covidu-19 a zmizení Pcheng Šuaj |
| 2022 | zrušeno kvůli pandemii covidu-19 a zmizení Pcheng Šuaj | zrušeno kvůli pandemii covidu-19 a zmizení Pcheng Šuaj | zrušeno kvůli pandemii covidu-19 a zmizení Pcheng Šuaj |
| 2023 | Marie Bouzková Sara Sorribesová Tormová                | Čan Chao-čching Giuliana Olmosová                      | 3–6, 6–0, [10–4]                                       |
| 2024 | Sara Erraniová Jasmine Paoliniová                      | Sara Erraniová Veronika Kuděrmetovová                  | 6–4, 6–4                                               |

### Smíšená čtyřhra
| Rok  | vítězové                               | finalisté                        | výsledek |
| ---- | -------------------------------------- | -------------------------------- | -------- |
| 2004 | Tripp Phillips Emmanuelle Gagliardiová | Justin Gimelstob Jill Craybasová | 6–1, 6–2 |

## Rekordy
| Mužská dvouhra               | Mužská dvouhra   | Mužská dvouhra                                                                                             |
| Rekord                       | Rekord           | držitelé rekordu                                                                                           |
| ---------------------------- | ---------------- | --- |
| Nejvíce titulů               | 6                | Novak Djoković                                                                                             |
| Nejvíce finále               | 6                | Novak Djoković                                                                                             |
| Nejvíce titulů v řadě        | 4                | Novak Djoković                                                                                             |
| Nejvíce vyhraných zápasů     | 29               | Novak Djoković                                                                                             |
| Nejmladší vítěz              | 19 let           | Rafael Nadal (2005)                                                                                        |
| Nejstarší vítěz              | 31 let           | Rafael Nadal (2017)                                                                                        |
| Nejvýše postavený vítěz      | 1. ATP           | Novak Djoković (2013–2015) Rafael Nadal (2017)                                                             |
| Nejníže postavený vítěz      | 34. ATP          | Nikoloz Basilašvili (2018)                                                                                 |
| Mužská čtyřhra               |                  | |
| Nejvíce titulů               | 3                | Bob Bryan Mike Bryan                                                                                       |
| Nejvíce párových titulů      | 3                | Bob Bryan Mike Bryan                                                                                       |
| Ženská dvouhra               |                  | |
| Rekord                       | Rekord           | držitelky rekordu                                                                                          |
| Nejvíce titulů               | 2                | Světlana Kuzněcovová Serena Williamsová Agnieszka Radwańská Caroline Wozniacká                             |
| Nejvíce finále               | 4                | Světlana Kuzněcovová                                                                                       |
| Nejvíce odehraných zápasů    | 39               | Caroline Wozniacká                                                                                         |
| Nejvíce vyhraných zápasů     | 28               | Agnieszka Radwańská Caroline Wozniacká                                                                     |
| Nejmladší vítězka            | 18 let a 243 dnů | Maria Kirilenková (2005)                                                                                   |
| Nejstarší vítězka            | 32 let a 10 dnů  | Serena Williamsová (2013)                                                                                  |
| Nejvýše postavená vítězka    | 1. WTA           | Viktoria Azarenková (2012) Serena Williamsová (2013)                                                       |
| Nejníže postavená vítězka    | 45. WTA          | Maria Kirilenková (2005)                                                                                   |
| Nejníže postavená finalistka | 49. WTA          | Karolína Muchová (2024)                                                                                    |
| Nejníže postavená singlistka | 595. WTA         | Čang Šuaj (2024)                                                                                           |
| Maximum kvalifikantky        | semifinále       | Monica Niculescuová (2011)                                                                                 |
| Ženská čtyřhra               |                  | |
| Nejvíce titulů               | 2                | Sie Šu-wej Pcheng Šuaj Sania Mirzaová Martina Hingisová Andrea Sestini Hlaváčková Bethanie Mattek-Sandsová |

## Galerie

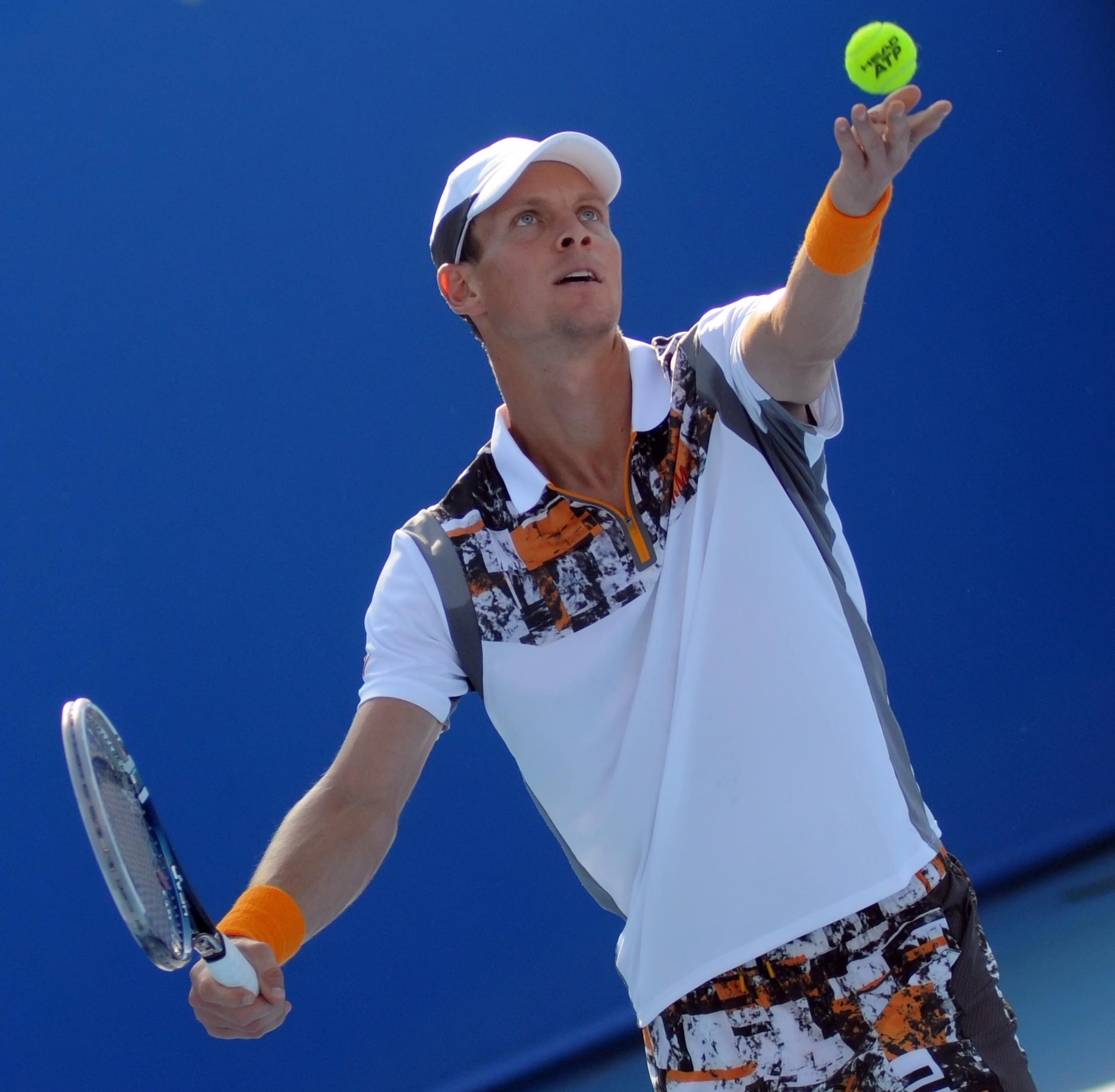
Tomáš Berdych
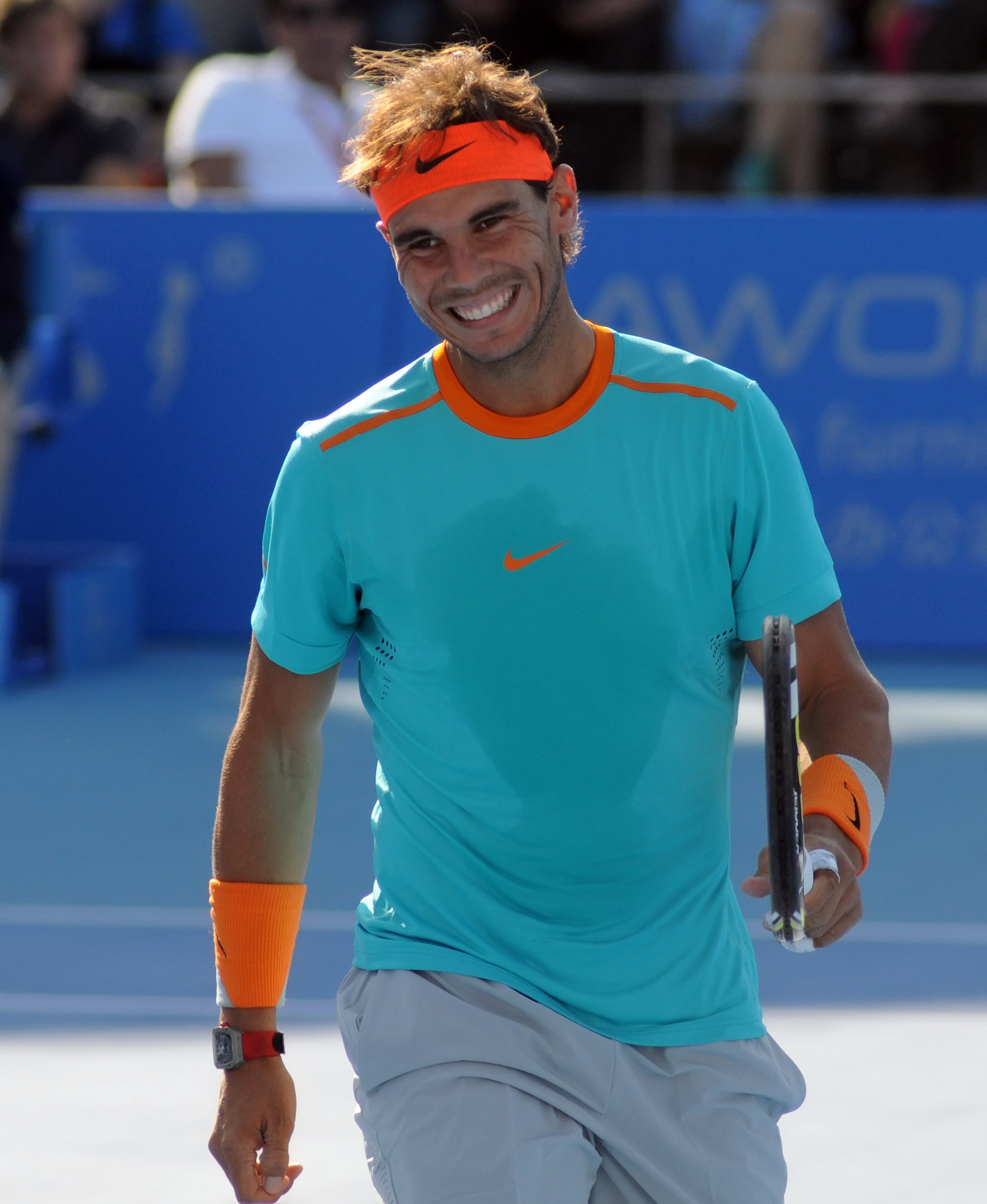
Rafael Nadal
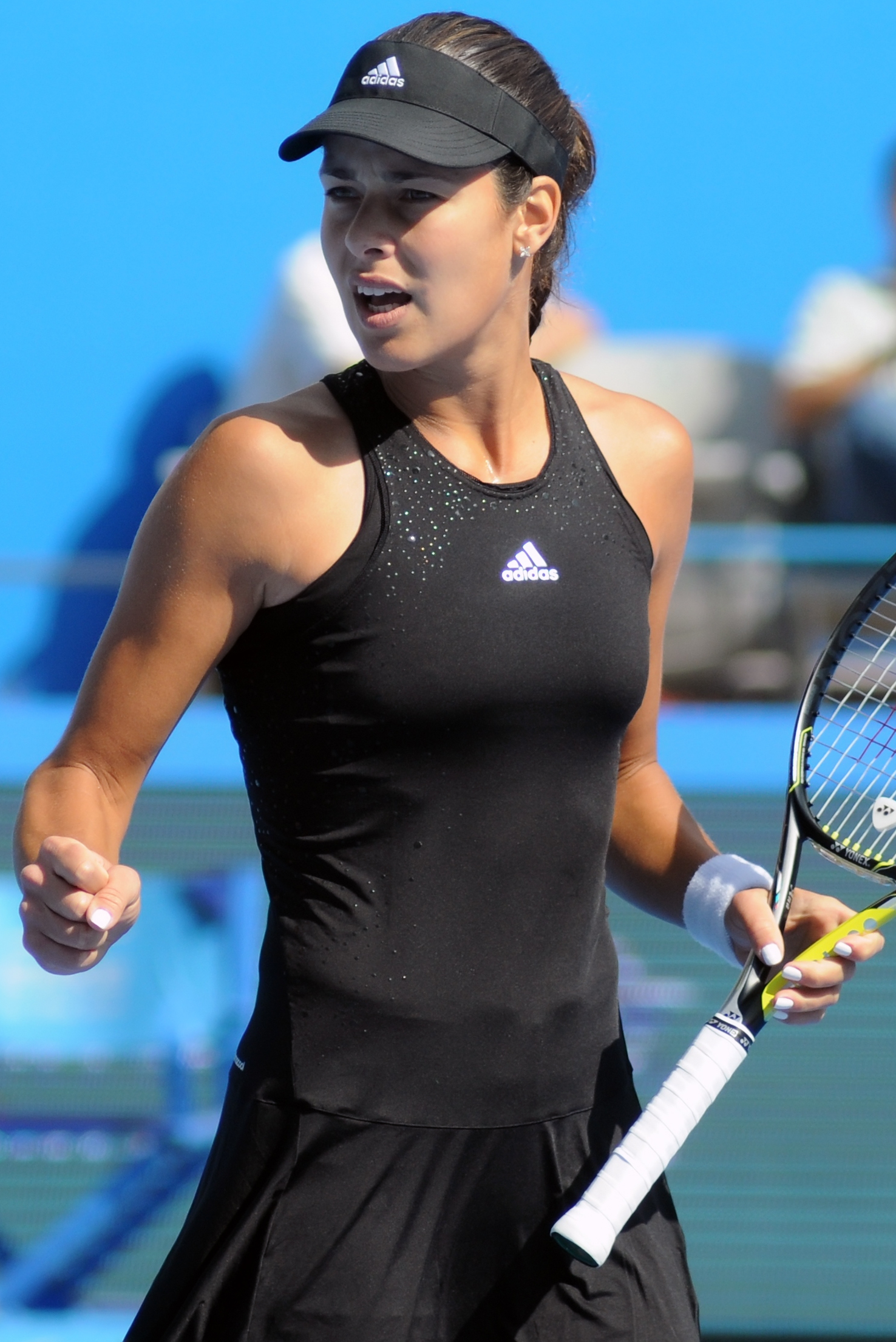
Ana Ivanovićová
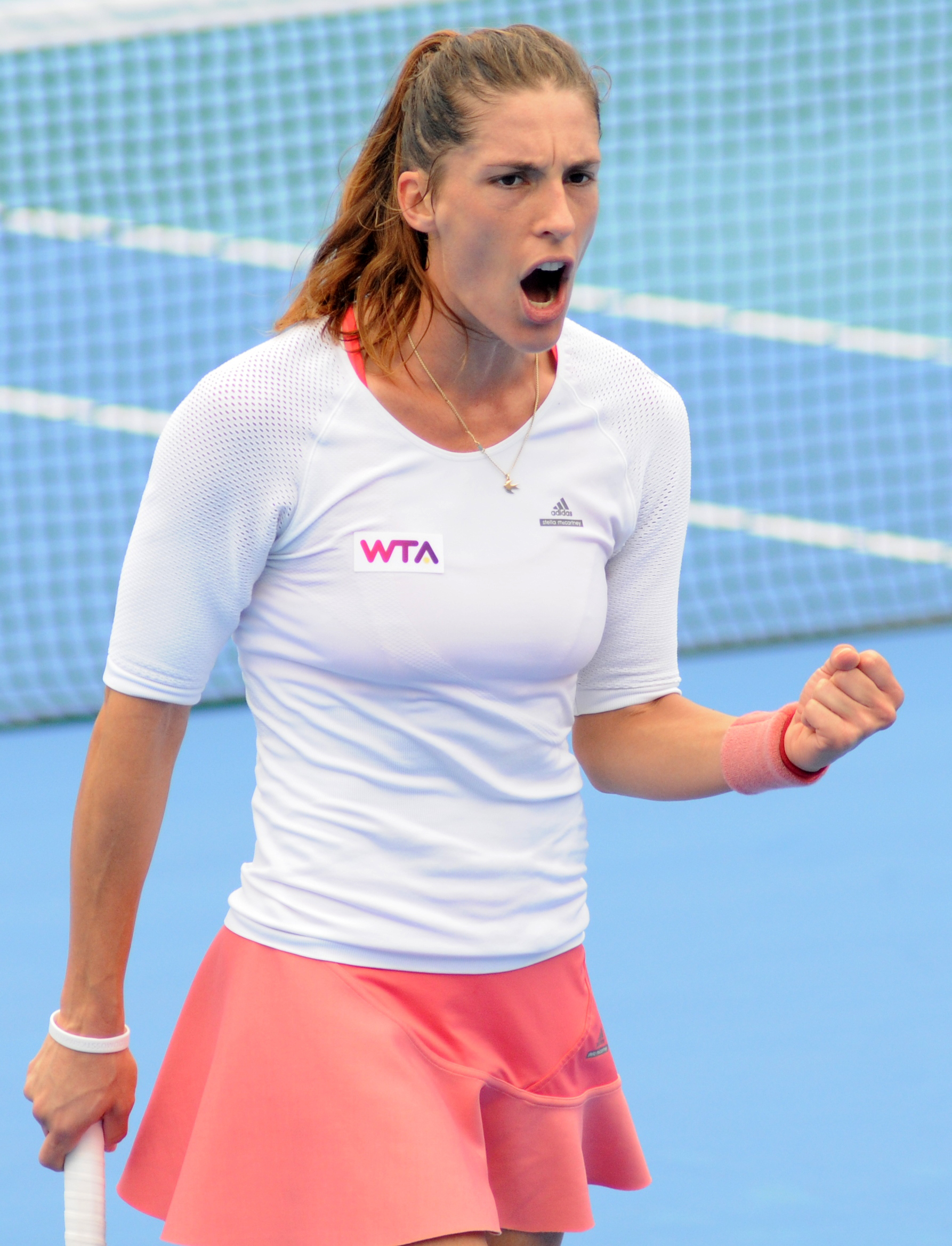
Andrea Petkovicová
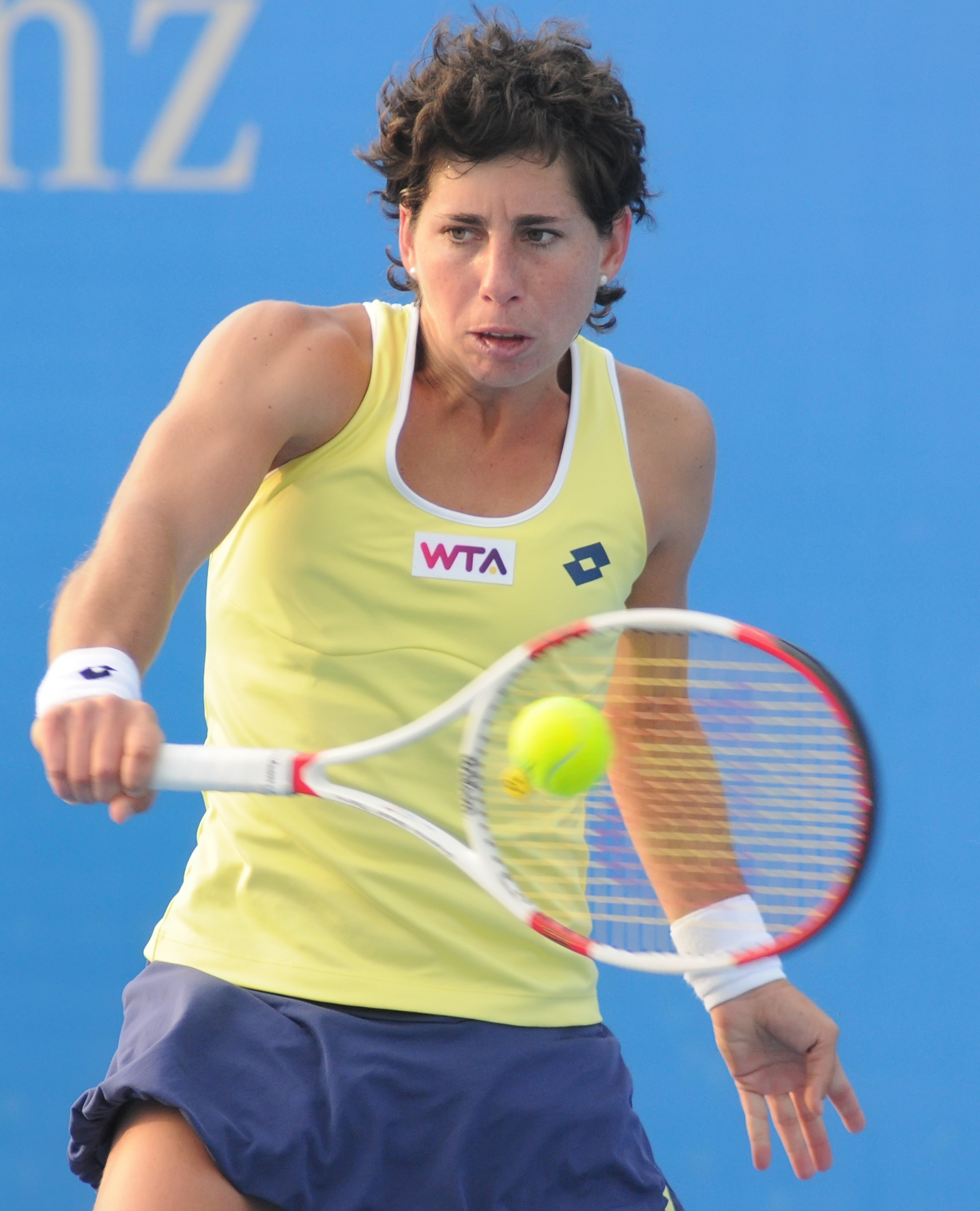
Carla Suárezová Navarrová
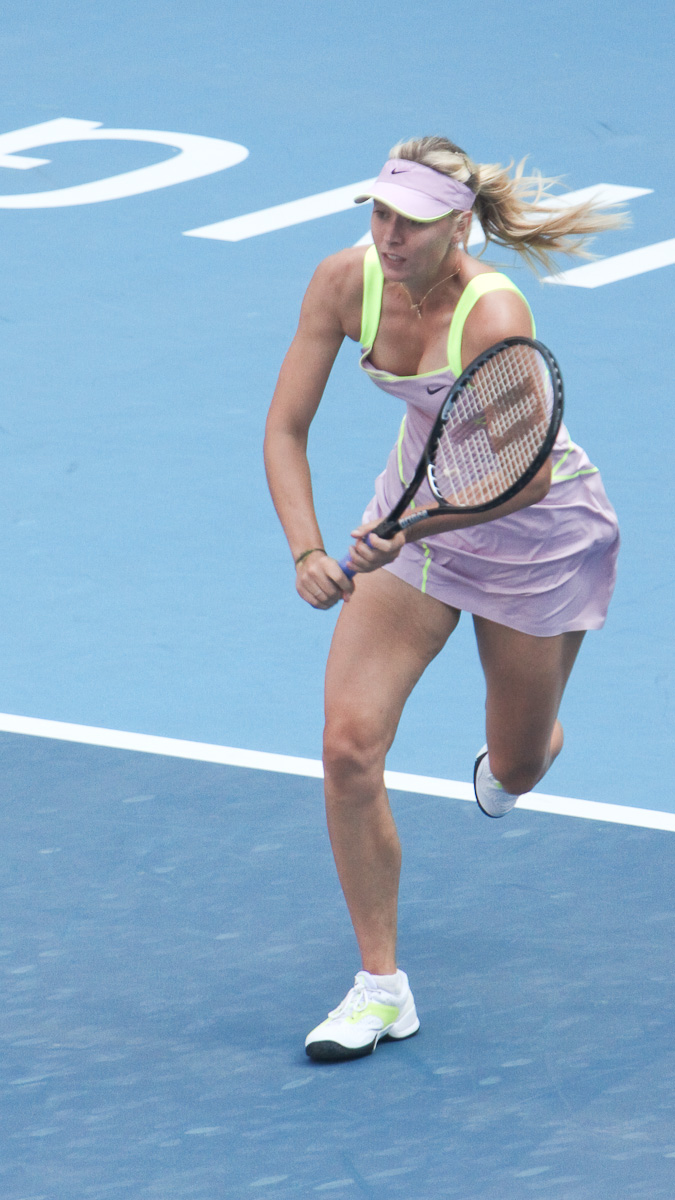
Maria Šarapovová
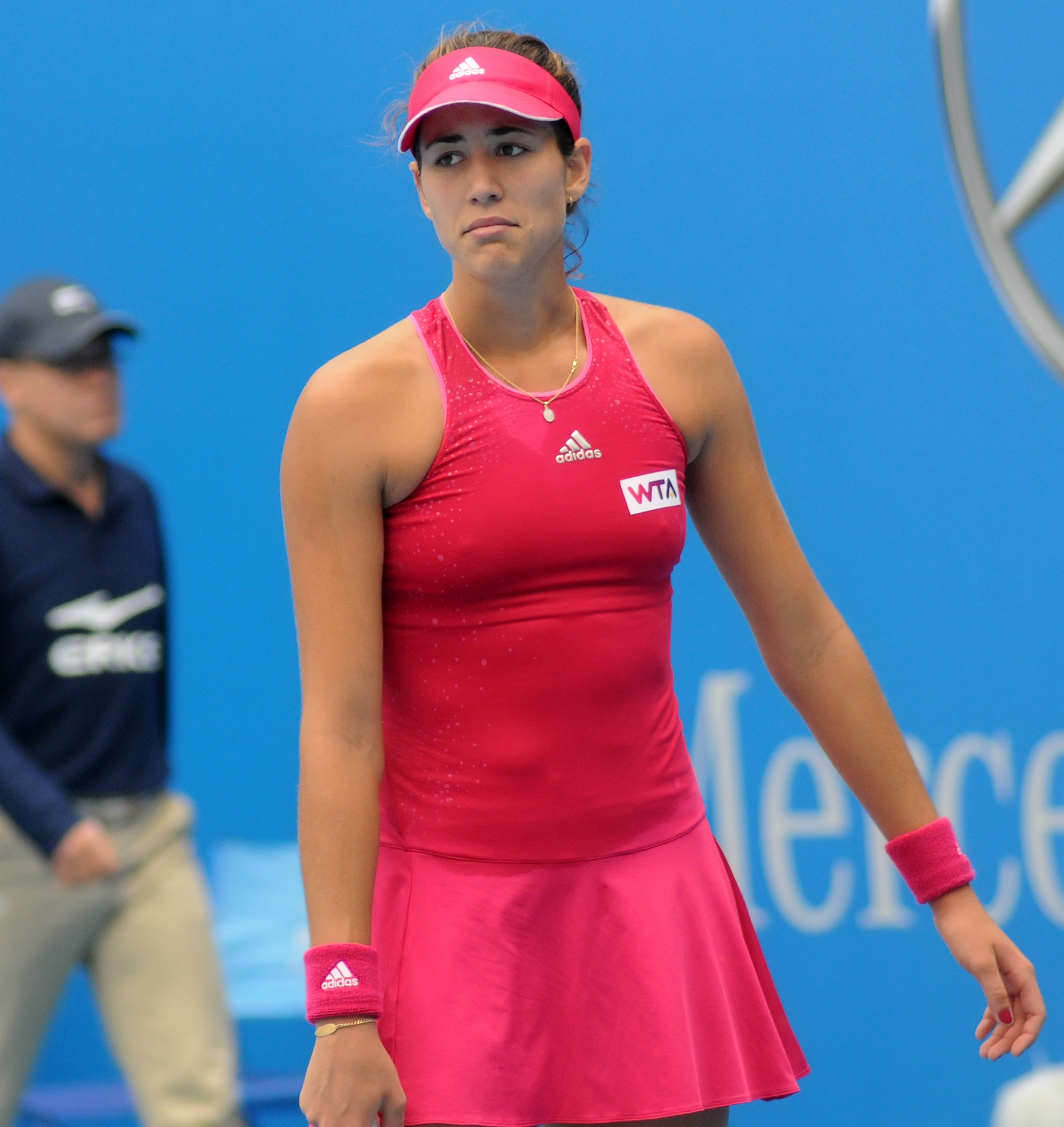
Garbiñe Muguruzaová
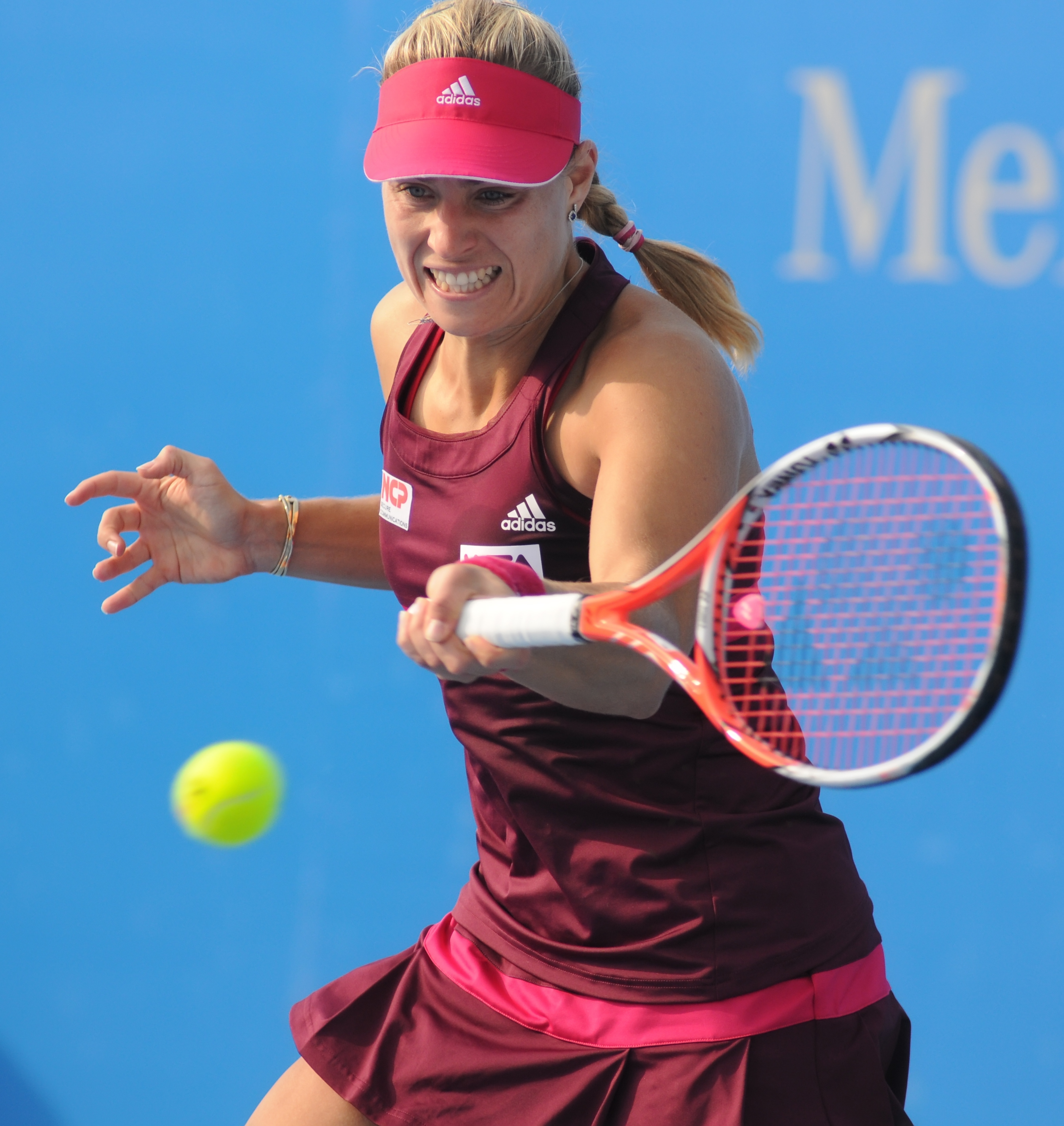
Angelique Kerberová
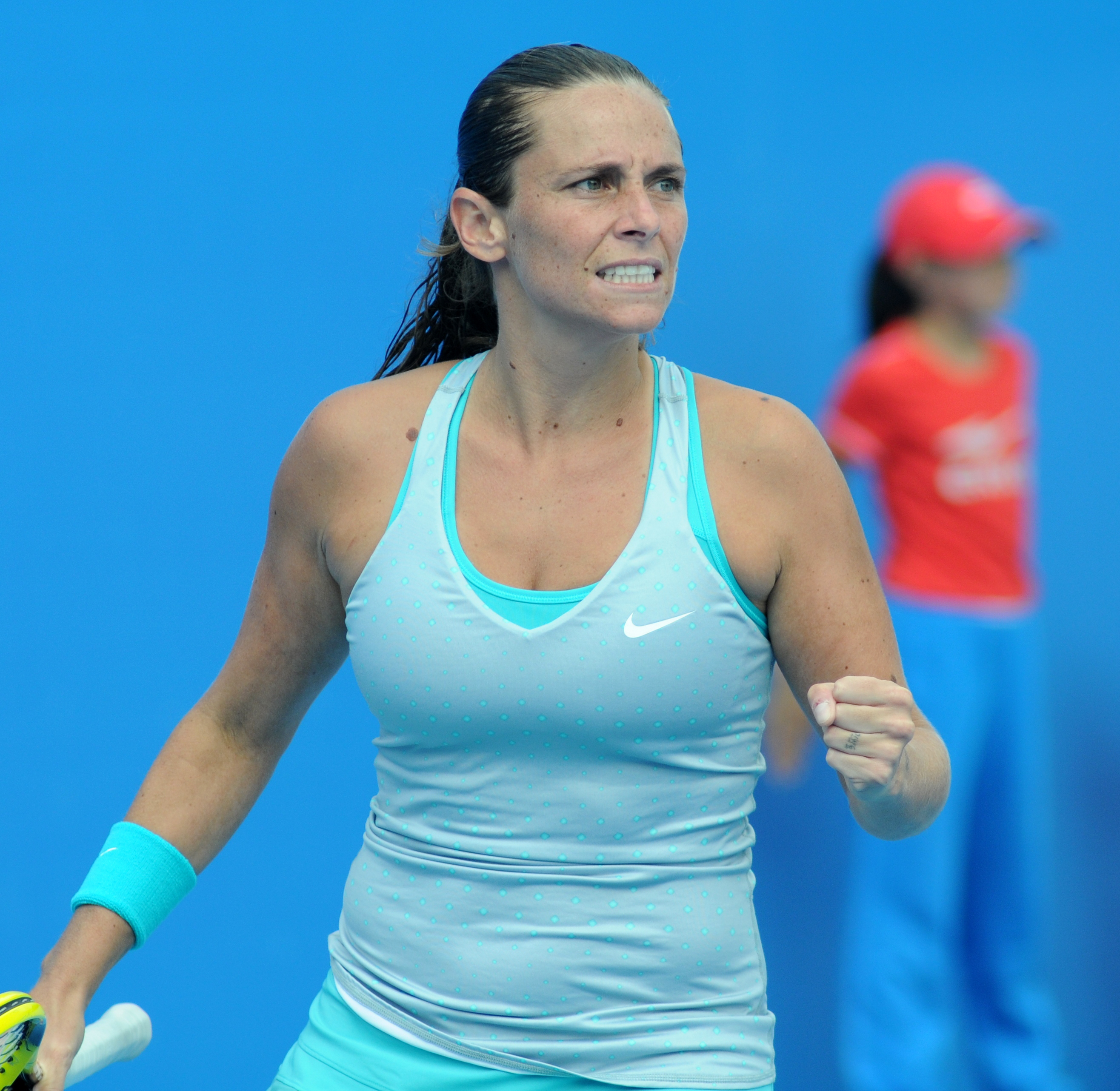
Roberta Vinciová
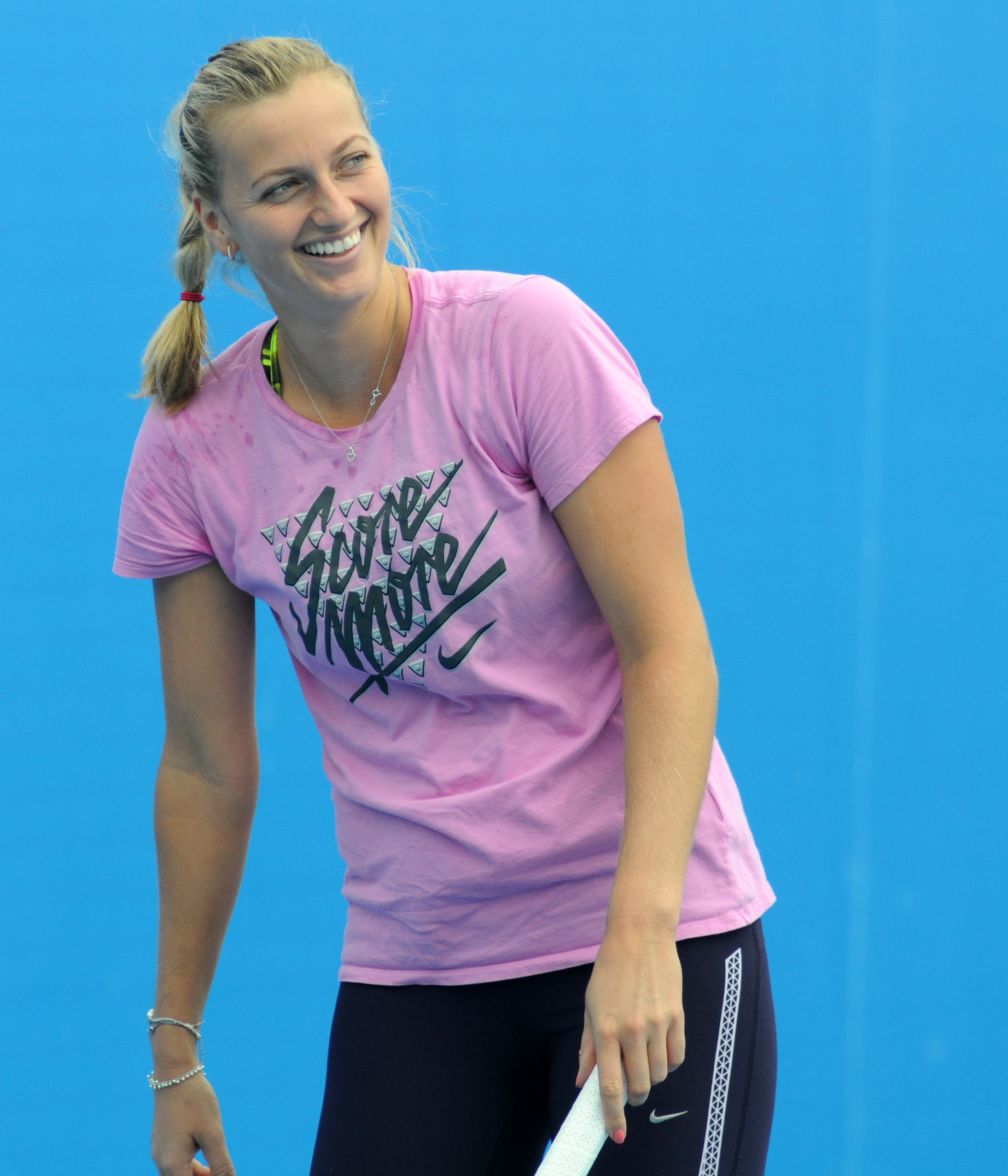
Petra Kvitová